# Janseodes russa
Janseodes russa är en fjärilsart som beskrevs av Swinhoe 1885. Janseodes russa ingår i släktet Janseodes och familjen nattflyn. Inga underarter finns listade i Catalogue of Life.